# Колесниковка (Кантемировский район)
Колесниковка — село в Кантемировском районе Воронежской области России.
Входит в состав Зайцевского сельского поселения.

## География

### Улицы
- ул. Садовая.